# Thủ tướng Nga
Chủ tịch Chính phủ Liên bang Nga (tiếng Nga: Председатель Правительства Российской Федерации), thường được gọi là Thủ tướng Nga (tiếng Nga: Председатель Правительства), là người đứng đầu Chính phủ và Nội các Nga, đồng thời có quyền lực chỉ sau Tổng thống Nga. Dinh thự chính thức của Thủ tướng là Gorki-9 thuộc Quận Odintsovsky nhưng nơi làm việc của Thủ tướng lại nằm tại Nhà trắng Nga ở Moskva.

## Thủ tướngĐế quốc Nga, 1905-1917
| Tên                                      | Bắt đầu              | Kết thúc             |
| Bá tước Sergei Yulyevitch Vitte          | 6 tháng 11 năm 1905  | 5 tháng 5 năm 1906   |
| Ivan Logginovitch Goremykin              | 5 tháng 5 năm 1906   | 21 tháng 7 năm 1906  |
| Pyotr Arkadyevich Stolypin               | 21 tháng 7 năm 1906  | 18 tháng 9 năm 1911  |
| Bá tước Vladimir Nikolayevich Kokovtsov  | 18 tháng 9 năm 1911  | 12 tháng 2 năm 1914  |
| Ivan Logginovitch Goremykin              | 12 tháng 2 năm 1914  | 2 tháng 2 năm 1916   |
| Boris Vladimirovitch Stürmer             | 2 tháng 2 năm 1916   | 23 tháng 11 năm 1916 |
| Alexander Fyodorovitch Trepov            | 23 tháng 11 năm 1916 | 9 tháng 1 năm 1917   |
| Công tước Nikolai Dmitriyevitch Golitsyn | 9 tháng 1 năm 1917   | 12 tháng 3 năm 1917  |

## Thủ tướng Chính phủ Lâm thời, 1917
| Tên                               | Bắt đầu         | Kết thúc        | Đảng                  |
| Công tước Georgy Evgenyevich Lvov | 23 tháng 3 1917 | 21 tháng 7 1917 | Đảng Dân chủ Lập hiến |
| Alexander Fyodorovitch Kerensky   | 21 tháng 7 1917 | 8 tháng 11 1917 | Đảng Cách mạng Xã hội |

## Chủ tịch Hội đồng Dân ủy, 1917-1946
Xem: Thủ tướng Liên Xô

## Chủ tịch Hội đồng Bộ trưởng Liên Xô, 1946-1991
Xem: Thủ tướng Liên Xô

## Thủ tướng Liên Xô, 1991
Xem: Thủ tướng Liên Xô

## Thủ tướngLiên bang Nga1990-nay
|    | Tên                                           | Bắt đầu          | Kết thúc         | Đảng                              |
| 1  | Boris Nikolayevich Yeltsin                    | 6 tháng 11 1991  | 15 tháng 6 1992  | (không có)                        |
| -  | Yegor Timurovich Gaidar (quyền)               | 15 tháng 6 1992  | 14 tháng 12 1992 | (không có)                        |
| 2  | Viktor Stepanovich Chernomyrdin, lần đầu tiên | 14 tháng 12 1992 | 23 tháng 3 1998  | Ngôi nhà của chúng ta là nước Nga |
| 3  | Sergei Vladilenovich Kiriyenko                | 23 tháng 3 1998  | 23 tháng 8 1998  | (không có)                        |
| -  | Viktor Stepanovich Chernomyrdin (quyền)       | 23 tháng 8 1998  | 11 tháng 9 1998  | Ngôi nhà của chúng ta là nước Nga |
| 4  | Yevgeny Maksimovich Primakov                  | 11 tháng 9 1998  | 12 tháng 5 1999  | (không có)                        |
| 5  | Sergei Vadimovich Stepashin                   | 12 tháng 5 1999  | 9 tháng 8 1999   | (không có)                        |
| 6  | Vladimir Vladimirovich Putin                  | 8 tháng 8 1999   | 7 tháng 5 2000   | (không có)                        |
| 7  | Mikhail Mikhailovich Kasyanov                 | 7 tháng 5 2000   | 24 tháng 2 2004  | (không có)                        |
| -  | Viktor Borisovich Khristenko (quyền)          | 24 tháng 2 2004  | 5 tháng 3 2004   | (không có)                        |
| 8  | Mikhail Yefimovich Fradkov                    | 5 tháng 3 2004   | 12 tháng 9 2007  | (không có)                        |
| 9  | Viktor Alekseyevich Zubkov                    | 14 tháng 9 2007  | 8 tháng 5 2008   | (không có)                        |
| 10 | Vladimir Vladimirovich Putin (lần 2)          | 8 tháng 5 2008   | 8 tháng 5 2012   | Nước Nga thống nhất               |
| 11 | Dmitry Anatolyevich Medvedev                  | 8 tháng 5 2012   | 15 tháng 1 2020  | Nước Nga thống nhất               |
| 12 | Mikhail Vladimirovich Mishustin               | 16 tháng 1 2020  | đương nhiệm      | (không có)                        |